# Convention d'Ognate
 (février 2023).
Si vous disposez d'ouvrages ou d'articles de référence ou si vous connaissez des sites web de qualité traitant du thème abordé ici, merci de compléter l'article en donnant les références utiles à sa vérifiabilité et en les liant à la section « Notes et références ».

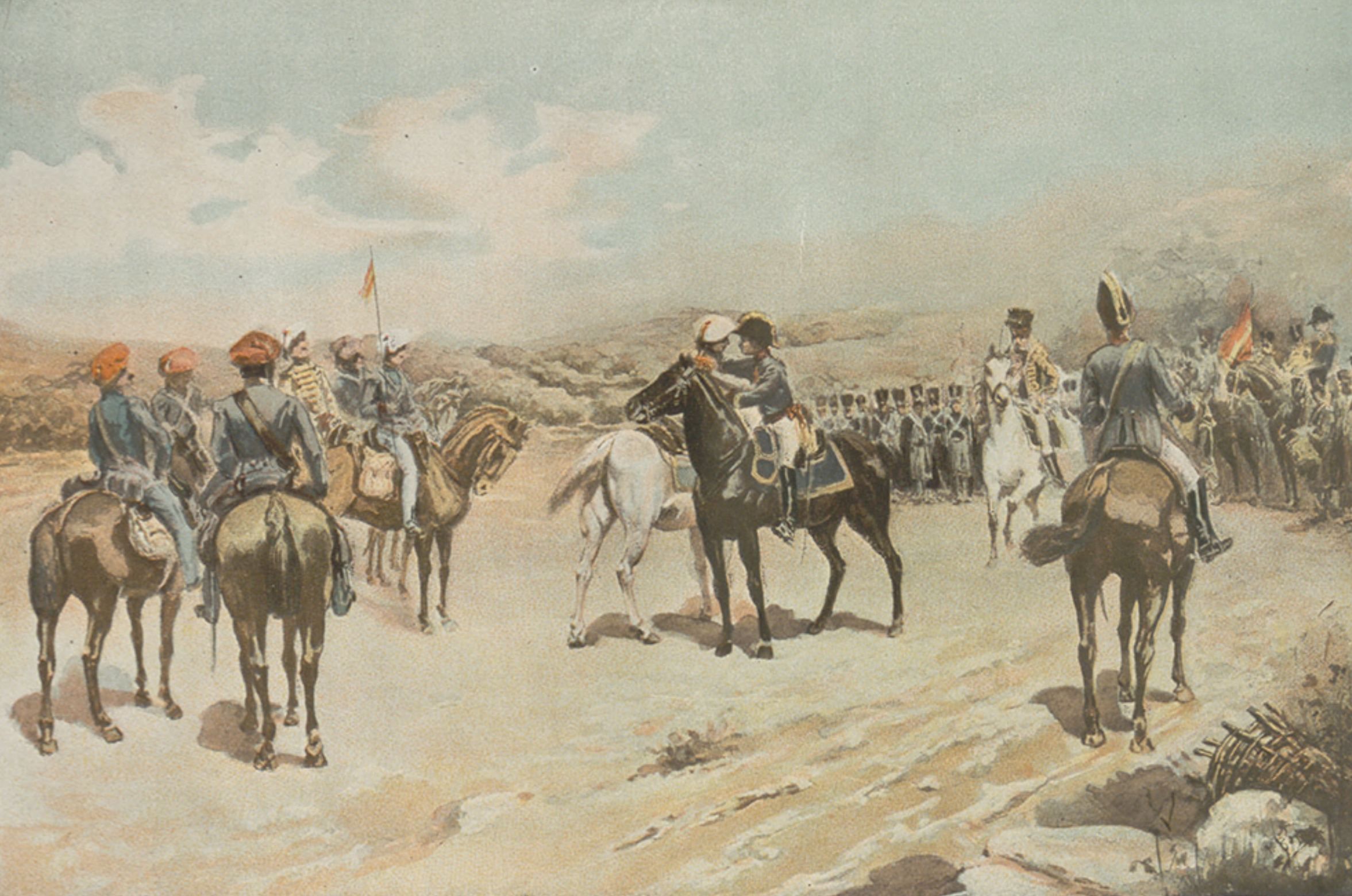
Convention d'Ognate

La convention d'Ognate (en espagnol Convenio de Vergara ou Abrazo de Vergara), signée à Ognate (province de Guipuscoa) le 29 août 1839 entre le général libéral Baldomero Espartero et les représentants du général carliste Rafael Maroto, a mis fin dans le nord de l'Espagne à la première guerre carliste, commencée en 1833. 

## Circonstances
Espartero représente le camp d'Isabelle II, libéral, et Maroto le camp conservateur carliste, partisan du prétendant don Carlos, frère de Ferdinand VII, le père d'Isabelle. 
La convention est signée après de complexes négociations ; l'intervention de l'amiral lord John Hay, chef de l'escouade d'observation britannique basée à Bilbao, a été décisive, puisque dès 1837 il avait entamé des pourparlers avec les généraux des deux camps afin de hâter la fin du conflit.
Les délégués de Maroto pour la signature sont les généraux La Torre et Urbiztondo. Les signataires se connaissent de longue date étant donné qu'ils avaient combattu ensemble au cours de la guerre d'indépendance des colonies espagnoles en Amérique : ils font partie du groupe connu sous le nom d'ayacuchos, malgré le fait qu'ils n'avaient pas participé à la bataille d'Ayacucho.

## Résumé de la convention
- Article 1: il ouvre la possibilité d'une modification ou de concessions sur les privilèges provinciaux des provinces basques et de Navarre.
- Articles 2 à 6 : les employés, les gradés, les employés civils de l'armée carliste et les promotions des militaires carlistes seront reconnus ; ils pourront continuer de servir les officiers d'Isabelle II en respectant la Constitution de 1837 ou bien démissionner ou demander une suspension temporaire. Ils recevraient dans ce cas des soldes convenues ; ceux qui partiraient vivre à l'étranger recevraient quatre paies en avance et recevraient le reste à leur retour en Espagne.
- Article 8: les carlistes devront livrer leurs armes, leurs uniformes et leurs vivres à Espartero.
- Article 10: il garantit la prise en charge par l'État des veuves et orphelins des combattants carlistes morts à la guerre.

## L'Abrazo de Vergara(31 août 1839)
Après la signature de la convention, une réunion de soldats des deux armées est organisée le 31 août dans un endroit situé à Vergara, tout près d'Ognate ; c'est pourquoi le nom de Vergara est associé à ces événements. 
Ainsi, pour le travail accompli dans le but de trouver une issue à la guerre, Espartero a reçu le titre de Prince de Vergara. 

## Source
- (es) Cet article est partiellement ou en totalité issu de l’article de Wikipédia en espagnol intitulé « Abrazo de Vergara » (voir la liste des auteurs).